# 修善寺インターチェンジ
修善寺インターチェンジ（しゅぜんじインターチェンジ）は、静岡県伊豆市にある修善寺道路と伊豆縦貫自動車道・天城北道路（連絡路）のインターチェンジ。1992年（平成4年）9月19日の開通当初は修善寺道路の本線が国道136号現道と直結した構造だったが、天城北道路の開通に伴い、2008年（平成20年）3月11日から修善寺インター切り替え工事が行われ、天城北道路と直結する構造に変更された。

## 歴史
- 1989年（平成元年）8月8日：基本計画区間策定（大仁町 - 天城湯ヶ島町）、整備計画区間策定（大仁町 - 修善寺町）
- 1992年（平成4年）9月19日：修善寺道路・熊坂IC - 修善寺IC間開通に伴い供用開始
- 2000年（平成12年）4月3日：整備計画区間策定（修善寺町 - 天城湯ヶ島町）
- 2008年（平成20年）4月11日：天城北道路・修善寺IC - 大平IC間開通

## 接続する道路
- 国道136号 国道414号 ※重複区間
- 静岡県道18号修善寺戸田線

## 周辺
- 伊豆市役所
- 伊豆赤十字病院
- 修禅寺
- 修善寺温泉
- 修善寺虹の郷
- 伊豆箱根鉄道駿豆線修善寺駅
- 城山
- 静岡県立伊豆総合高等学校
- 伊豆市立修善寺中学校
- 伊豆市立修善寺小学校
- 伊豆市立修善寺南小学校

## 隣
修善寺道路
熊坂IC（下田方面出入口） - 修善寺IC
伊豆縦貫自動車道・天城北道路（連絡路）
修善寺IC - 大平IC（三島方面出入口）

## その他
- インターチェンジ直下の桂川（修善寺川）沿いに「伊豆縦貫自動車道 修善寺道路 開通記念 平成4年9月19日」と刻された記念碑が設置されている。